# Unieuro
Unieuro S.p.A. è un'azienda italiana di proprietà francese, che opera in Italia come catena di articoli per la casa,  elettrodomestici ed elettronica di consumo. È la prima per numero di negozi (oltre 500 in tutta Italia) e volume d'affari e con una quota di mercato del 20%.
Dal 4 aprile 2017 Unieuro è quotata in Borsa, a seguito del collocamento sul mercato del 35% del capitale sociale; Unieuro è l'unico marchio di negozi al dettaglio di elettronica di consumo quotato in Italia, e fa parte degli indici FTSE Italia STAR e FTSE Italia Small Cap.
Nell'ottobre 2024, al termine di un'offerta pubblica di acquisto e di scambio (Opas) lanciata in agosto a circa 12 euro per azione, l'azienda è stata rilevata dal colosso francese Fnac del miliardario ceco Daniel Kretinsky con il 71,5% del capitale.

## Storia
La storia dell'attuale Unieuro S.p.A. (che, fino al marzo 2016, era denominata SGM Distribuzione S.r.l.) risale al 1937, quando il fondatore Vittorio Silvestrini apre a Brisighella un primo negozio per la vendita al dettaglio di apparecchiature per la casa al quale fa seguire, nel 1958, un punto vendita per il commercio all'ingrosso e al dettaglio.
Trenta anni dopo, nel 1967, nasce ad Alba, in provincia di Cuneo - con l'apertura di un magazzino nel quale si vendevano capi d'abbigliamento e biancheria – la precedente Unieuro, il cui fondatore Paolo Farinetti (padre di Oscar Farinetti, a sua volta fondatore di Eataly), dà al magazzino questo nome in onore di Altiero Spinelli, pensando che l'Europa si sarebbe presto unita diventando un unico grande mercato. L'introduzione degli elettrodomestici avviene inizialmente tramite catalogo nei primi anni settanta, mentre i primi quattro magazzini dedicati esclusivamente a casalinghi ed elettrodomestici risalgono al 1986.
Più tardi, nel 1973, a Forlì, Giuseppe e Maria Grazia Silvestrini – figli di Vittorio Silvestrini – succedono al padre nella conduzione dell'attività di famiglia, avviandone un primo percorso di crescita che culmina con la fondazione di "SGM Distribuzione" s.r.l. nel 1980. In questa veste tale azienda nel 2000 entra a far parte del consorzio Expert Italy S.p.A. Consortile, consolidando la sua presenza sul territorio fino alla creazione di una catena di negozi contraddistinta dal marchio Marco Polo-Expert.
Negli stessi anni, la Unieuro della famiglia Farinetti continua a espandersi e, negli anni novanta, sbarca anche in Liguria. L'espansione avviene, poi, anche tramite il franchising e, nel 1995, viene acquisita l'insegna "Trony", poi venduta al gruppo d'acquisto G.R.E. Nella seconda parte degli anni novanta vengono aperti numerosi punti vendita, compresa Roma nel 1999, e viene acquisita la Triveneta. L'espansione prosegue e Unieuro arriva a essere presente in gran parte del territorio nazionale.
Nel 2002, la famiglia Farinetti cede Unieuro al gruppo britannico Dixons Group plc, che da allora la controllerà al 100% per circa undici anni, fino al 2013.
Nel 2005, il fondo internazionale di private equity Rhône Capital II L.p. acquisisce il 100% di SGM Distribuzione s.r.l., supportandone, tra il 2007 e il 2012, l'espansione continua della rete commerciale con l'acquisizione di nuovi punti vendita da attori rilevanti del settore, quali Consumer Electronics S.p.a., Venex ed Eldo Italia SpA.
Nell'autunno del 2013, nell'ambito di un processo di consolidamento del mercato dell'elettronica di consumo in quel momento in corso in Italia, la Dixons Group plc sottoscrive un accordo con la SGM Distribuzione s.r.l. di Forlì per la cessione a quest'ultima della catena Unieuro.
A seguito della fusione fra le due realtà nasce così l'attuale Unieuro e - in parallelo - viene avviata una campagna di rivitalizzazione del marchio che, a partire dal 25 giugno 2014, porta all'adozione del nuovo marchio Unieuro in tutti i punti vendita dell'insegna. Il marchio Marco Polo-Expert viene abbandonato e la società fuoriesce dal consorzio Expert.
Contemporaneamente, la sede si sposta a Forlì, dove già era presente la SGM Distribuzione.
Nel 2015, la nuova Unieuro continua la sua espansione territoriale con l'acquisizione, da parte di Dixons Travel S.r.l., di otto negozi situati negli aeroporti di Milano-Linate, Milano-Malpensa e Roma-Fiumicino.
Nel 2016, il processo di creazione dell'attuale Unieuro viene portato a termine e l'insegna si trasforma in S.p.a.
Il 4 aprile 2017 la società viene quotata in borsa, e avvia una campagna di acquisizioni di catene e negozi in tutta Italia.
Il 6 aprile 2021 Iliad diviene il primo azionista di Unieuro a seguito dell'acquisizione, mediante Iliad Holding S.p.A. e Iliad S.A., di una quota societaria prossima al 12%.
Nel luglio 2024, Fnac-Darty lancia un'OPA su Unieuro, conclusa con successo a novembre, grazie all'acquisizione del 91,1% del capitale, con la successiva uscita dalla borsa dall'8 gennaio 2025.

## Punti vendita
Con sede a Forlì, presso Palazzo Hercolani e polo logistico centrale a Piacenza, Unieuro è guidata dall'amministratore delegato Giancarlo Nicosanti Monterastelli e ha registrato, al 28 febbraio 2021, ricavi pari a 2,7 miliardi di euro. I dipendenti sono circa 5 400.
Oltre alla presenza fisica sul territorio nazionale, dove Unieuro conta circa 250 negozi diretti, 12 punti vendita Travel all'interno dei principali scali aeroportuali italiani e circa 270 punti vendita affiliati, la società è attiva anche nel canale business-to-business, focalizzato sulla vendita all'ingrosso a clienti professionali, e nel canale online tramite la piattaforma unieuro.it e, fino alla sua liquidazione avvenuta in ottobre 2023, con Monclick, uno dei maggiori operatori italiani dell'e-commerce di elettronica di consumo, acquisito nel 2017.
Il 18 aprile 2017 Unieuro, inoltre, annuncia l'acquisto di 21 ulteriori punti vendita diretti, situati tra Lazio, Abruzzo e Molise, dal Gruppo Andreoli S.p.A. (affiliato Euronics che a sua volta aveva rilevato molti di essi dal gruppo abruzzese Ferri), che contribuiscono a espandere la sua rete del 12%.
Nel giugno 2017, inoltre, Unieuro subentra a Trony nel centro commerciale Euroma2.
Successivamente, il 4 ottobre 2017, la catena acquisisce ulteriori 19 punti vendita diretti, situati tra Marche ed Emilia-Romagna, dal Gruppo Cerioni SpA fondato nel 1980 e membro di Euronics Italia dal 1996.
Il 24 luglio 2018, la catena acquisisce otto degli ex punti vendita Trony appartenuti al gruppo DPS Group..
Nel mese di ottobre 2018 l'insegna amplia ulteriormente la sua rete di punti vendita tramite l'acquisizione – da Galimberti S.p.A. - di cinque negozi tra Veneto, Trentino-Alto Adige e Trieste all'interno del centro commerciale Il Giulia, al momento dell'acquisizione operanti a marchio Euronics.
Sempre nello stesso mese, il 12 ottobre, viene inaugurato il nuovo hub logistico di Piacenza, di proprietà di Generali Real Estate S.p.A., che vanta una superficie di 104 000 m².
Tra la fine del 2018 e l'inizio del 2019, Unieuro stringe un accordo con il gruppo Finiper (proprietario dei punti vendita GDO Iper la grande I) per l'apertura di venti shop-in-shop all'interno dei punti vendita della catena, chiamati Unieuro by Iper.
Il 15 gennaio 2019, Unieuro annuncia l'acquisizione di dodici punti vendita in Sicilia appartenenti a Pistone S.p.A., uno dei principali soci del gruppo d'acquisto Expert in Italia. L'acquisizione, la seconda maggiore operazione nella storia del gruppo, segna lo sbarco in forze nella regione; i negozi occupano una superficie complessiva di oltre 25 000 m², sviluppando un fatturato di circa 140 milioni di euro.

## Riconoscimenti, premi e partenariati
Nel 2015, Unieuro riceve il premio "Insegna dell'anno" per la categoria "Elettronica e Informatica" e il riconoscimento "Premio Negozio Web" per la telefonia nell'ambito della manifestazione internazionale "Retailer of the Year".
Nel 2016, il gruppo viene insignito del "Superbrands Retailer of the year 2016", nel contesto del premio "Superbrands Awards 2016".
Sempre nel 2016, inoltre, Unieuro, in collaborazione con la Polizia di Stato, promuove il progetto NoCyberbullismo. All'interno del progetto, sono stati ideati il docufilm #cuoriconnessi, presentato alla Camera dei deputati e un omonimo tour tra le scuole e i teatri di dodici città italiane, informando e sensibilizzando oltre 10 000 studenti a un uso più responsabile e consapevole dei dispositivi mobili. Il progetto è poi ripartito nel 2018, con una presentazione ufficiale presso l'Auditorium Parco della Musica a Roma.
Nel 2017, all'insegna vanno il "Netcomm e-Commerce Award 2017" nella categoria Elettronica di consumo per il sito unieuro.it - riconfermato nel 2018, per la app - un secondo "Superbrands Award", il "Press, Outdoor&Promotion KeyAward" per la campagna #cuoriconnessi-NoCyberbullismo, l'Interactive Key Award per la campagna digital sul Black Friday e il Mediastars Award.
Nel 2018, Unieuro viene insignita del Premio Speciale "Comunicazione e Linguaggi Innovativi" per la trasmissione televisiva "Upgrade" in occasione della serata di Gala del Grand Prix Advertising Strategies e del Primo Premio nella Categoria Elettronica di Consumo per la sua applicazione, nell'ambito del NetComm E-Commerce Award 2018.

## Sponsorizzazioni
Dal 21 settembre 2017, Unieuro S.p.A. sponsorizza il PalaGalassi di Forlì, struttura polifunzionale della città. Nell'ambito della sponsorizzazione, la struttura ha cambiato la sua denominazione in "Unieuro Arena-Pala Achille Galassi" presentando, nella facciata esterna, colori e simboli identificativi del brand Unieuro.
Dal 2015, inoltre, Unieuro è sponsor della squadra di basket forlivese Pallacanestro Forlì 2.015.
Nel marzo del 2019, per due partite del campionato di calcio di Serie B 2018-2019, Unieuro è stata anche sponsor di maglia del Palermo, squadra del capoluogo di regione.

## Loghi

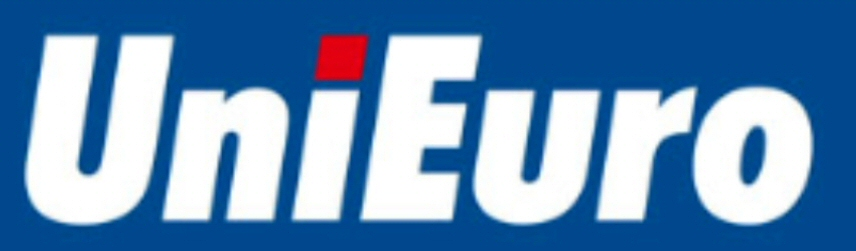
1986 - 2010
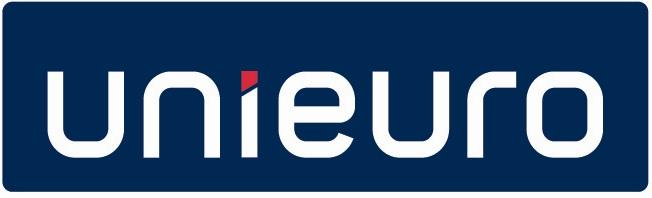
2010 - 2014
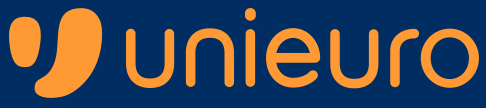
In uso dal 2014